# 佐倉ゆき
佐倉 ゆき（さくら ゆき、2月9日 - ）は、日本の女性声優。奈良県出身。血液型はA型。futurum LLC所属。以前はエーエス企画、トリアスに所属していた。

## 出演作品

### 劇場版アニメ
- ドラえもん のび太のワンニャン時空伝

### ゲーム
- アマガミ（山口亜弓）
- エンド オブ エタニティ（フリーダ）
- ブレイザードライブ（エネミーブレイザー）
- みんなのおえかきやさん（なっちゃん）
- むちむちポーク!（原外桃 / むちむちピンク）
- メタルマックス4 月光のディーヴァ（ローラ 他）
- キャラペット つくって! そだてて!キャラクター小学校
- つくものがたり（女子生徒）

### オンラインゲーム
- 幻想戦姫
- X・A・O・C 〜ザオック〜
- アイコレ
- 碧空のグレイス

### パチンコ・パチスロ
- パチスロ・真田純勇士すぺしゃる（三好清海入道）

### 吹き替え
- カタコンベ（税関員）
- THE KING OF FIGHTERS（マチュア）（モニーク・ガンダートン）
- ツォツィ（男の子）
- 201X（ヴァレリー、ニコ）
- ロビン・フッド（エレリ）
- 奇襲戦線 ナチス弾道ミサイルを破壊せよ! (スヴェトラーナ)

### ドラマCD
- 人狼 - Chaotic Time -（イレーヌ・フロン[1]）
- メイド喫茶 JAMのフシギな一日〜Would you like a Riddle?〜（骨婆[2]）

### オーディオブック
- 思いどおりの人生に変わる方法（朗読[3]）
- ララピポ（玉木小百合）

### ボイスドラマ
- ソードアート・オンライン ボイス（見物人）※音響も担当[4]

### ラジオドラマ
- 櫻子さんの足下には死体が埋まっている（ばあや）[5]